# Buková (okres Trnava)
Buková je obec na Slovensku v okrese Trnava. Nachází se v chráněné krajinní oblasti Malé Karpaty, poblíž stejnojmenné vodní nádrže v nadmořské výšce 310 metrů, využívané k rekreačním účelům i rybolovu. 

## Historie
První písemná zmínka o vesnici pochází z roku 1256 a nachází se v listině krále Bély IV. Ves je v listině uvedena pod jménem Byk. V roce 1394 se objevuje pojmenování Bygzaad a v roce 1773 Biksárd (Bixárd). Současný název byl zaveden v roce 1948. Přes Bukovou vedla Česká cesta.

## Přírodní poměry
Ve správním území obce leží přírodní rezervace Buková, Skalné okno a národní přírodní rezervace národní přírodní rezervace Záruby.

## Pamětihodnosti
- římskokatolický kostel Navštívení Panny Marie z roku 1790
- kaple Božského Srdce Ježíšova – vysvěcena v říjnu 1999
- zřícenina hradu Ostrý Kameň
- nejvyšší hora Malých Karpat Záruby
- vodní nádrž Buková
- skalní okno